# Black Metal ist Krieg - A Dedication Monument
Black Metal ist Krieg - A Dedication Monument ("Black metal es guerra - un monumento dedicatorio" en alemán/inglés) es un álbum de black metal de la banda de un solo integrante Nargaroth. 
La imagen de la portada, muestra al único miembro René "Kanwulf" Wagner, que se asemeja a una fotografía de promoción del músico de black metal, Varg Vikernes.
Kanwulf quiere que esta publicación sea vista como una especie de "tributo" al black metal. Además de realizar covers de canciones de bandas desconocidas del black metal, el mismo Kanwulf ha declarado que considera al disco una "banda sonora" sobre el deterioro de la escena, pues gran parte de las letras en el álbum tienen relación con acontecimientos relevantes y apreciaciones personales sobre músicos fallecidos del black metal.

## Lista de temas
1. "Introduction" – 2:13
2. "Black Metal ist Krieg" – 5:01
3. "Far Beyond the Stars" (cover de Azhubham Haani) – 4:48
4. "Seven Tears Are Flowing to the River" – 14:47
5. "I Burn for You" (cover de Lord Foul) – 2:56
6. "The Day Burzum Killed Mayhem" – 9:20
7. "Píseň pro Satana" (cover de Root) – 2:40
8. "Amarok - Zorn des Lammes III" – 9:30
9. "Erik, May You Rape the Angels" – 6:58
10. "The Gates of Eternity" (cover de Moonblood) – 5:04
11. "Possessed by Black Fucking Metal" – 6:33

## Información
- "Erik, May You Rape the Angels" está dedicada al baterista "Grim" Erik Brødreskift (Immortal, Borknagar y Gorgoroth) quien se suicidó.
- "The Day Burzum Killed Mayhem" hace referencia al asesinato del guitarrista de Mayhem "Euronymous" Øystein Aarseth por el único miembro de la banda Burzum "Count Grishnackh" Varg Vikernes.